# Robyn Malcolm
Robyn Jane Malcolm (Ashburton, 15 marzo 1965) è un'attrice neozelandese.

## Biografia
Nasce in Nuova Zelanda e intraprende la sua carriera all'accademia New Zealand Drama School dove dopo anni di provini riesce ad essere ingaggiata e dopo tante porte chiuse in faccia ha un ruolo pur secondario in Shortland Street nel 1994 successivamente comparirà in alcuni film americani e in molte serie tv come Outrageous Fortune - Crimini di famiglia e recentemente in Upper Midlle Bogan.

## Filmografia

### Cinema
- Absent Without Leave, regia di John Lang (1992)
- L'ultimo Tatuaggio, regia di John Reid (1994)
- Il Signore degli Anelli - Le due torri (The Lord of the Rings: The Two Towers), regia di Peter Jackson (2002)
- Perfect Strangers, regia di Gaylene Preston (2003)
- Boogeyman - L'uomo nero, regia di Stephen Kay (2005)
- The Opps & Dreams of Gazza Snell, regia di Brendan Donovan (2010)
- Burning Man, regia di Jonathan Teplitzky (2001)
- Drift - Cavalca l'onda (Drift), regia di Ben Not (2013)
- Hostiles - Ostili (Hostiles), regia di Scott Cooper (2017)
- This Town (2020)

### Televisione
- Shark in the Park – serie TV, 4 episodi (1989-1991)
- Shortland Street – serie TV, 41 episodi (1994-1999)
- Atlantis High – fiction, 3 puntate (2001)
- Serial Killers – serie TV, 7 episodi (2004)
- Outrageous Fortune - Crimini di famiglia (Outrageous Fortune) – serie TV, 107 episodi (2005-2010)
- Rake – serie TV, 12 episodi (2010-2014)
- Top of the Lake - Il mistero del lago (Top of the Lake) – serie TV, 6 episodi (2013)
- Agent Anna – serie TV, 6 episodi (2013)
- Upper Middle Bogan – serie TV, 16 episodi (2013-2014)
- I misteri di Brokenwood (The Brokenwood Mysteries) – serie TV, 1 episodio (2015)
- The Principal – serie TV, 1 episodio (2015)
- Wanted – serie TV, 10 episodi (2016-2018)
- The Code – serie TV, 6 episodi (2016)
- Wake in Fright – miniserie TV (2017)
- Harrow – serie TV, 20 episodi (2018-2019)
- Olivia Newton-John: Hopelessly Devoted to You – miniserie TV (2018)
- The Outpost – serie TV, 23 episodi (2018-2019)
- Black Bird, regia di Michaël R. Roskam, Jim McKay e Joe Chappelle – miniserie TV, 4 puntate (2022)
- Sweet Tooth – serie TV, episodi 2x03-2x07 (2023)
- Heartbreak High – serie TV, episodio 2x05 (2024)
- Ombre nell'acqua (The Survivors), regia di Cherie Nowlan e Ben C. Lucas – miniserie TV (2025)